# Olle Nyman
För andra betydelser, se Olle Nyman (olika betydelser).
Per Olof (Olle) Nyman, född 24 december 1909 i Saltsjö-Duvnäs, Nacka, död där 27 juni 1999, var en svensk målare, grafiker, skulptör och textilkonstnär och professor i måleri.

## Biografi

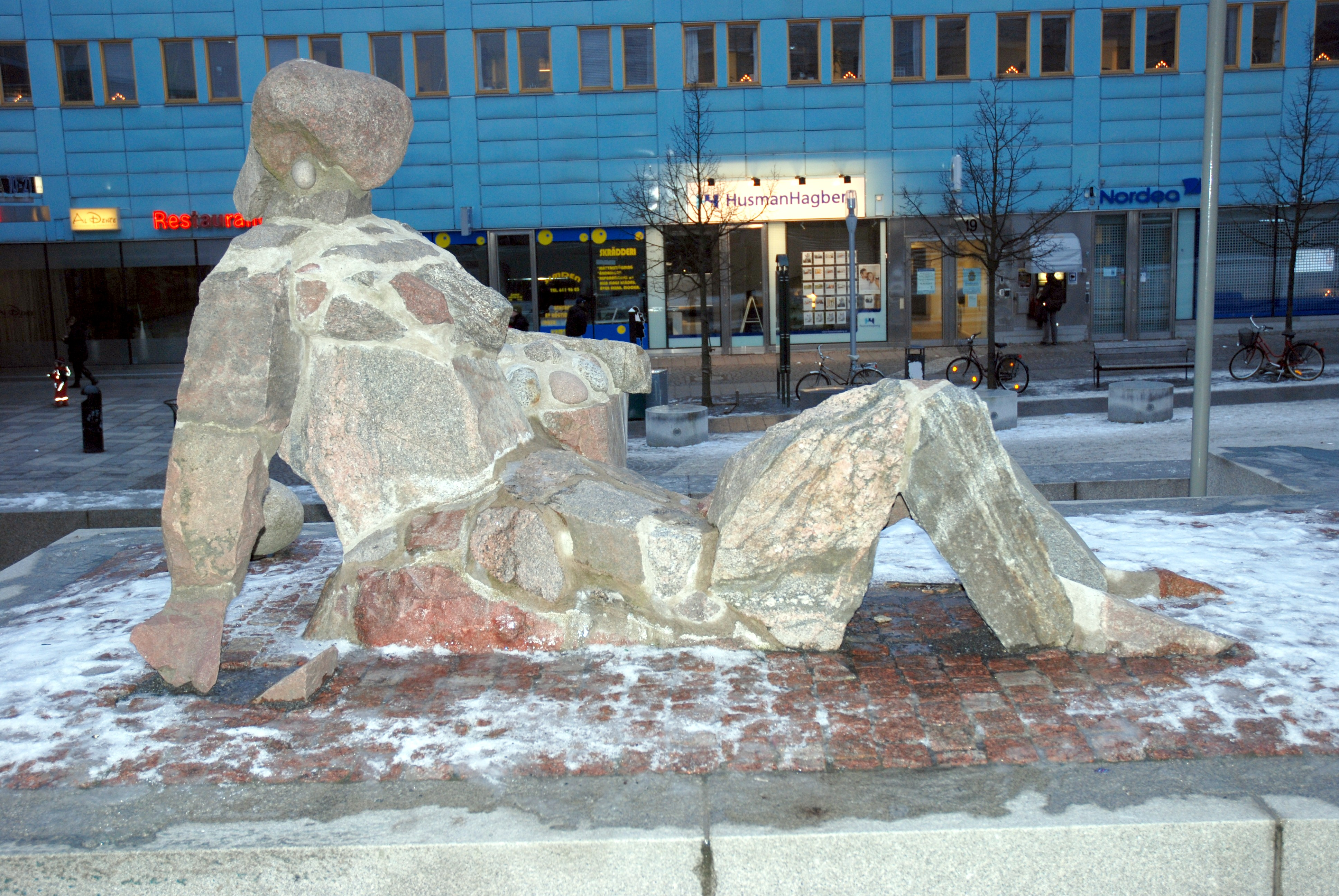
Stenkvinna (1977), granitblock och betong, Kista Torg i Stockholm.

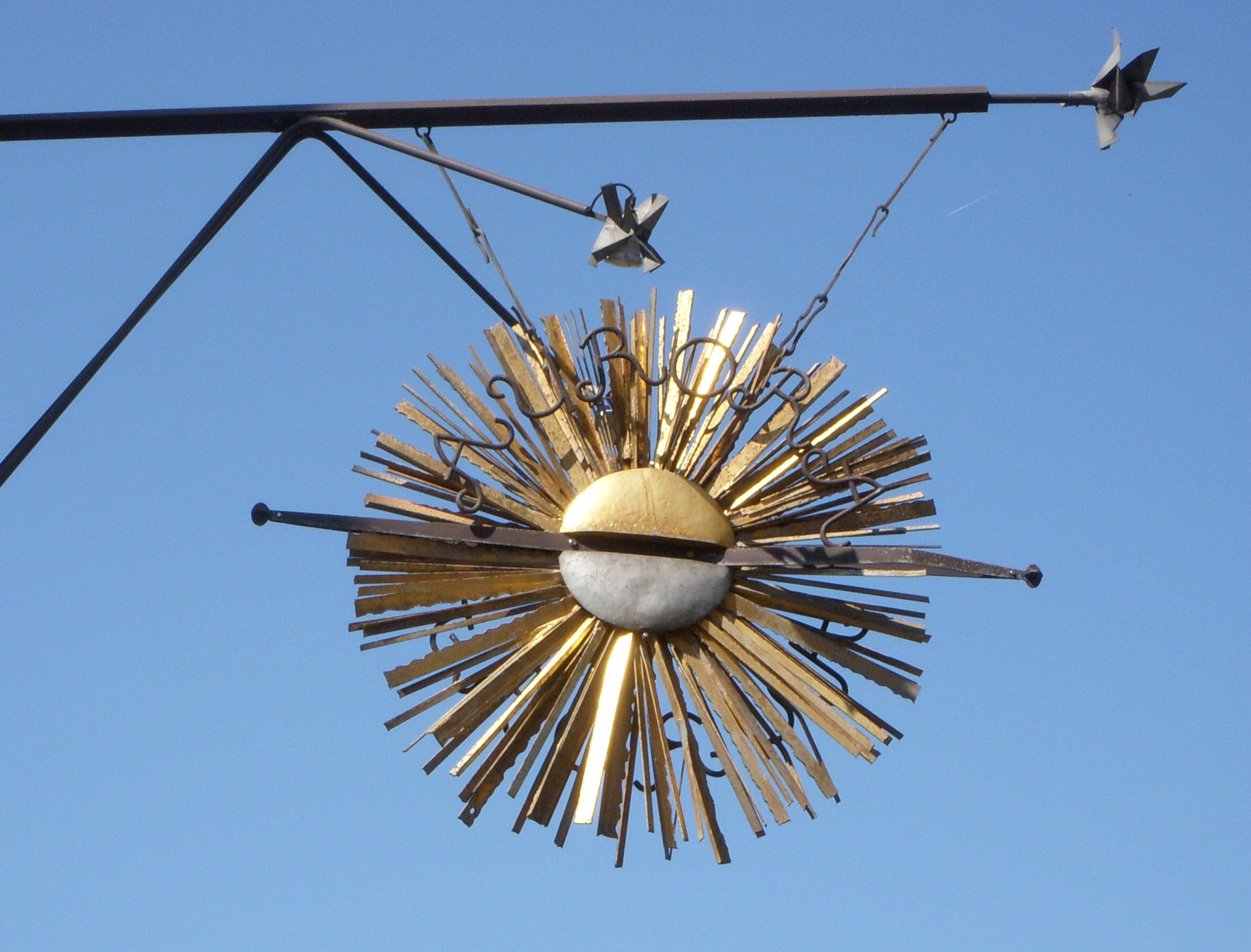
Auroras flaggskylt

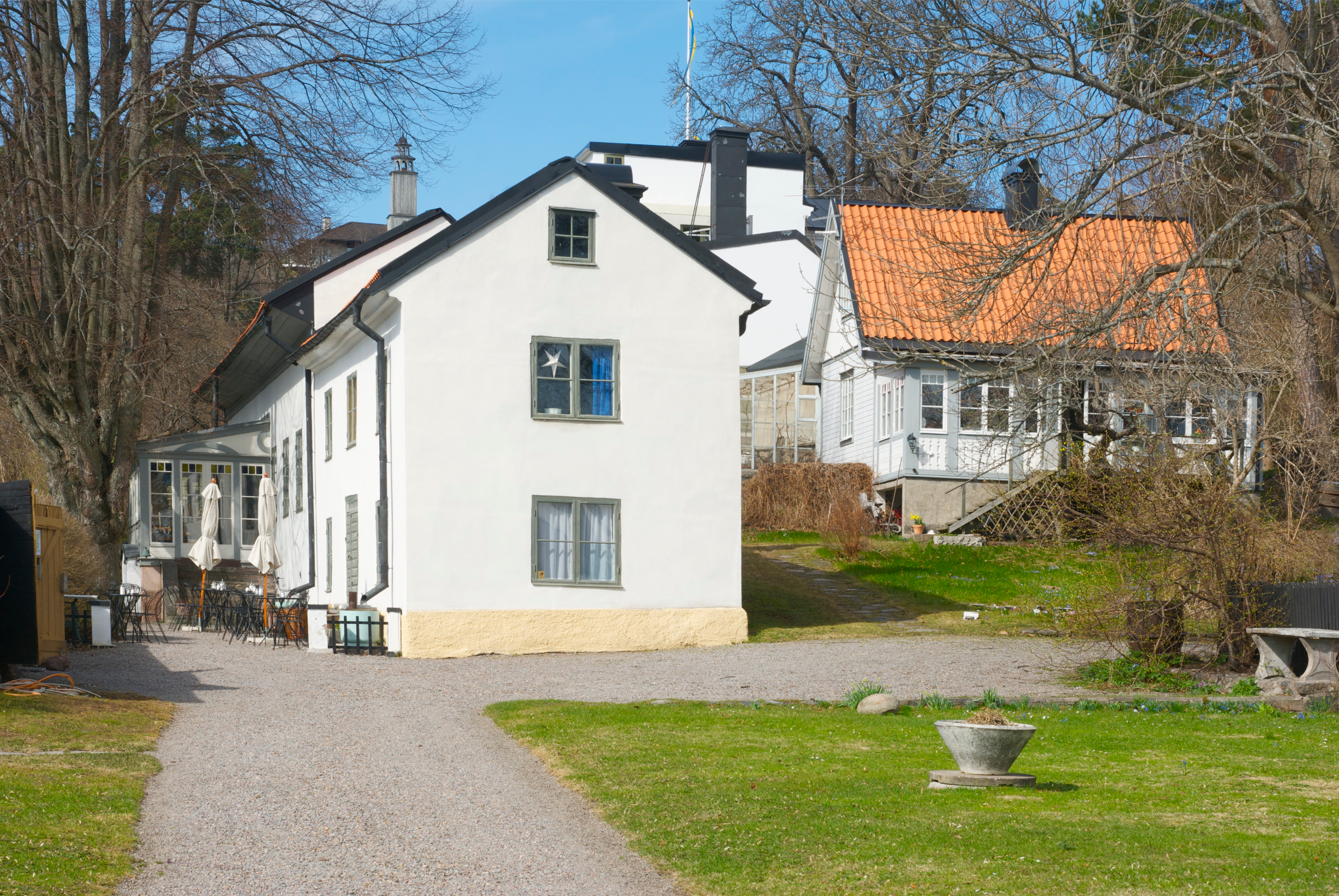
Nymans hem i Saltsjö-Duvnäs som idag är museum och konsthall.

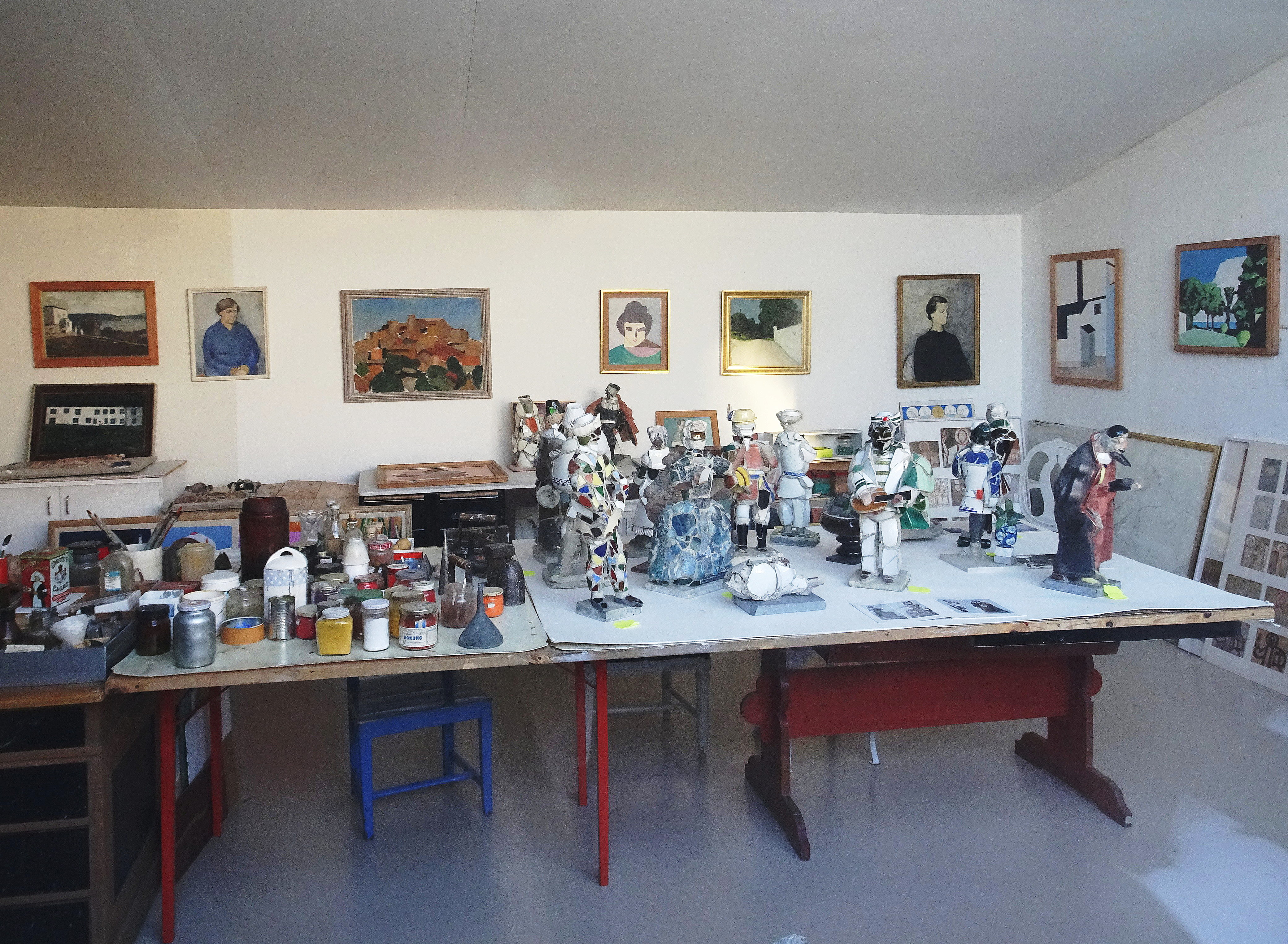
Olle Nymans ateljé i Saltsjö-Duvnäs.

Olle Nyman var son till konstnären Hilding Nyman och växte upp i Saltsjö-Duvnäs utanför Stockholm. Han utbildade sig vid Filip Månssons målarskola 1926–1928 och vid Konstakademien i Stockholm 1929–1934 för Olle Hjortzberg. 
Olle Nyman hade sin separatutställning 1946. Han var professor i måleri vid Kungliga Konsthögskolan i Stockholm 1953–1963. 
Olle Nyman bodde och arbetade på Duvnäs övre gård vid Strandpromenaden 61 i Saltsjö-Duvnäs, vilken inköptes 1863 av hans morfar, disponenten på Gustafsbergs Fabriker Robert Herman Küsel. Gården gav i början av 1950-talet namn till den löst sammansatta Saltsjö-Duvnäs-gruppen som utgjordes av konstnärer som tidvis umgicks och arbetade här. Hit räknar man, förutom Olle Nyman själv, bland andra Sixten Lundbohm, Roland Kempe, Torsten Renqvist, Evert Lundquist och Staffan Hallström. De hade blivit vänner under elevtiden på Konstakademien och bodde några år i Saltsjö-Duvnäs under 1940-talet. Huset och ateljéerna är sedan 2007 plats för Olle Nymans ateljéer och konstnärshem som ägs och drivs av Syskonen Kajsa och Olle Nymans kulturstiftelse.

## Konstnärskap
Olle Nyman är en konstnär, en klassiker i Cézannes anda men istället för att måla äpplen har han valt vita husgavlar. Han har genom åren inspirerats av Bonnard och Matisse. Bonnard har inspirerat med sitt ljus och Matisse med sina dekorativa och spänstiga former. "Jag vill ha en levande kontakt med traditionen" lär han själv en gång ha sagt. Med kubismen som utgångspunkt har Nyman i bland annat figurkompositioner och landskap utvecklat en sträng och återhållsam bildform med melodiskt välstämda färgklanger, ofta mot en grå grundton. Han har utfört många monumentala verk i varierande material och teknik, väggmålningar bland annat för Karolinska sjukhuset, gobelänger (i samarbete med Barbro Nilsson), för bland annat Borås stadshus, banker och för finansdepartementet, mosaik i natursten för Södertälje krematorium etcetera. 

## Familj
Olle Nyman var son till konstnären Hilding Nyman och hans hustru Edith född Küsel (1877–1962), dotter till ägaren av Duvnäs gård, godsägare Robert Herman Küsel. Olle Nymans morbror var konstnären Ernst Küsel. Olle Nyman fann sin sista vila i Robert Küsels familjegraven på Solna kyrkogård. I samma grav finns bland andra Ernst Küsel, Hilding Nyman och Robert Küsel.

## Offentliga verk i urval
- Väggmålningar i Tuppstugan (1933), Nacka kommun
- Årstiderna, väggmålning på Klingborgsskolan i Norrköping, 1950
- Veckans sju dagrar (1952), stucco lustro, Karolinska universitetssjukhuset i Solna
- Takmålning (1959), Olaus Petrikyrkan, Stockholm
- Majestas Domini (1960-1963). väggmosaik, Ljusets kapell (fd krematoriet), Södertälje[4][5]
- Källaren Auroras flaggskylt, 1965 [6]
- Ridå, textil, Hjalmar Bergman-teatern i Örebro
- Frihängande textil, Hotel Sheraton i Stockholm
- Skaparens hand, Lilla Aska Griftegård i Linköping och Tomteboda postterminal i Solna
- Idealiserad park, keramik, Järnvägsparken vid Tegelbacken i Stockholm
- Stenkvinna (1977), granitblock och betong, Kista Torg i Stockholm
- Sankt Göran, draken och prinsessan (1980), skrotskulptur, Tomteboda postterminal i Solna[4]
- Tamburmajoren (1990, relief, samt triptyk i textil, Bostadsrättsföreningen Minken, Jarlaberg i Nacka
- Nyman finns representerad vid bland annat Göteborgs konstmuseum[7], Nationalmuseum[8], Moderna Museet[9] i Stockholm, Kalmar Konstmuseum[10] och Örebro läns landsting[11].